# Kuntzel+Deygas
Pour les articles homonymes, voir Küntzel.
 (décembre 2018).
Si vous disposez d'ouvrages ou d'articles de référence ou si vous connaissez des sites web de qualité traitant du thème abordé ici, merci de compléter l'article en donnant les références utiles à sa vérifiabilité et en les liant à la section « Notes et références ».
Olivier Kuntzel (né le 9 octobre 1961) et Florence Deygas (née le 27 mars 1965) forment un couple de créateurs visuels contemporains, auteurs de personnages et d'univers graphiques.
Ils travaillent ensemble et signent leurs créations Kuntzel+Deygas depuis 1990. Depuis leurs débuts dans le monde du clip vidéo, leurs créations ont abordé les mondes du cinéma (génériques de films), de la création publicitaire et de la création d'objet.

## Commandes

### Génériques d'ouverture de productions audiovisuelles
- 2002 : Arrête-moi si tu peux (Catch Me If You Can) de Steven Spielberg
- 2003 : Le Grand Plongeoir (émission de télévision) d'Édouard Baer
- 2005 : Palais royal ! de Valérie Lemercier
- 2006 : La Panthère rose (The Pink Panther) de Shawn Levy
- 2007 : On Otto de Tobias Rehberger (contribution à une œuvre présentée à la Fondation Prada)
- 2008 : Agathe Cléry d'Étienne Chatiliez
- 2009 : Le Petit Nicolas de Laurent Tirard
- 2019 : Tanguy, le retour d'Étienne Chatiliez
- 2021 : Le Trésor du Petit Nicolas de Julien Rappeneau

### Films et visuels pour affiches publicitaires
- 1994 : SNCF
- 1997-2000 : Bourjois cosmétiques
- 1998 : Yves Saint Laurent parfums (Live Jazz, Baby Doll, Vice Versa)
- 2002-2012 : Veuve Clicquot (champagne Carte Jaune)
- 2010-2016 : American Express
- 2012 : Guerlain (La Petite Robe noire)
- 2014 : Renault (Twingo)
- Coca Cola Japon (Citra)
- HSBC London
- Lipton (Lipton Yellow)
- SFR : film When I'm with you (musique par Sparks)

### Clips vidéo
- 1993 : Serbi Serbi, Khaled
- 1993 : Mobilis in Mobile, L'Affaire Louis Trio
- 1993 : Skatalan Logicofobism, Pascal Comelade
- 1996 : Now That I Own The BBC, Sparks
- 1996 : And You Got The F. Nerve To Call Me Colored, Tongue Forrest
- 1997 : Psyche Rock (Fat Boy Slim Malpaso mix), Pierre Henry et Michel Colombier
- 1997 : Psyche Rock (Metal Time Machine edit by Ken Abyss), Pierre Henry et Michel Colombier
- 1997 : Sacré Français, Dimitri from Paris
- 1997 : The Number One Song in Heaven, Sparks
- 1998 : Stylish fille, Dimitri from Paris
- 2000 : The Calm Before the Storm, Sparks
- 2000 : Rose rouge, Saint Germain
- 2001 : The Sssound of Mmmusic, Bertrand Burgalat
- 2003 : Reaching for the Stars, Fantastic Plastic Machine
- 2003 : The Rhythm Thief, Sparks
- 2004 : Come Home Billy Bird, The Divine Comedy
- 2008 : L'Amoureuse, Carla Bruni

## Créations initiées

### Objets et installations
Dans le cadre de projets artistiques, Kuntzel+Deygas travaillent sur les liens entre le réel et le virtuel.
- 1990 : installation vidéo Tapi dans l'ombre (Beaubourg)
- 2000 : lampe MiCha V1
- 2007 : speakers Hi Fi Cap & Pep Haute Fidélité
- 2010 : lampe MiCha V2
- 2011 : sculpture audio Grateful Vanity
- 2012 : speaker MinuSkull V1
- 2016 : ready-made La Source sonore, pour la vente aux enchères de La Source

### Créations et actions diverses liées à des personnages
Pour faire vivre les personnages de fiction qu'ils créent — le plus souvent des duos — Kuntzel+Deygas développent un corpus de visuels, films, histoires, se déployant sur divers supports.

#### Winney & Loosey
- 1999 : A Cute Candidate (court métrage avec Andrea Ferreol)
- 1999 : Winney & Loosey Gold Diggers (court métrage d'animation supposé de 1920)
- 2000 : Winney Jubilee (exposition chez Colette à Paris)
- 2001 : Winney TV spécial Paris (programme TV pour Fashion Tsushin au Japon)
- 2001 : Winney Incognito Japan Tour (exposition à Tokyo)
- 2002 : Winney Meets Baccarat (sculptures en cristal)
- 2002 : Winney TV, spécial Christmas in London (programme TV pour Fashion Tsushin au Japon)
- 2003 : Winney TV, spécial sixties (programme TV pour Fashion Tsushin au Japon)
- 2017 : It's my life, that's my dream, vidéo

#### Cap & Pep (Caperino & Peperone)
- 1998 : débuts à Stromboli
- 2000 : en résidence à la boutique Colette à Paris jusqu'en 2007
- 2007 : exposition A Round World dans le grand magasin Isetan, Tokyo
- 2009 : vol Cap & Pep pour la compagnie aérienne Starflyer, Japon
- 2009 : exposition Silent Nights à la galerie Joyce Paris et Joyce Hong Kong
- 2010 : biscuits Pas Pour Les Chiens avec la boulangerie Poilâne
- 2011 : exposition Flowa Powa dans le grand magasin Mitsukoshi, Tokyo
- 2016 : invités dans le magazine Metropolitan
- 2017 : court métrage d'animation A Xmas Fail en clin d'œil à la fermeture de la boutique Colette

#### Belle et Bête
- 2006 : vidéo Paradisiens
- 2009 : collaboration avec Diptyque (duo de bougie)
- 2009 : collaboration avec la maison de couture Azzaro (collection capsule)
- 2009 : collaboration avec Jaeger-Lecoutre (duo de montres Reverso)
- 2012 : exposition Smoke, galerie Spree, Paris

#### Autres personnages
- 1996 : Velvet 99, l'espion au ventre de velours (court métrage avec Édouard Baer et Emma de Caunes)
- 1997 : Tigi the Dream of a Paper Tiger (court métrage d'animation)